# Шампейн (Иллинойс)
Шампе́йн (англ. Champaign) — город в округе Шампейн, штат Иллинойс. Расположен в 217 км (135 миль) к югу от Чикаго и в 200 км западней Индианаполиса, штат Индиана.
По переписи населения США 2010 года в городе проживают 81 055 человек, что соответствует 11-му месту среди городов штата.

## История
Шампейн основан в 1855 году, когда в двух милях на запад от центра города Урбана была проложена железная дорога «Illinois Central». Первоначально поселение называлось «Уэст-Урбана» (рус. Западная Урбана), переименовано в Шампейн с приобретением статуса города в 1860 году. Название имеет индейское происхождение.
22 сентября 1985 года в Шампейне состоялся первый концерт общества помощи американским фермерам — «Farm Aid», основанного музыкантом, актёром и кинорежиссёром Вилли Нельсоном. Концерт привлёк около 80 000 зрителей и собрал более 7 млн дол. помощи семьям американских фермеров.
В 2005 году в самом крупном кампусе Иллинойсского университета, расположенного здесь, прошла национальная научная олимпиада, на которую приехали учащиеся из всех 50 штатов.

## Географическое положение
Город имеет общую площадь 44,1 км², из которых 44,0 км² суши и 0,1 км² воды.
Шампейн граничит с городом Урбана. На их территории расположен Иллинойсский университет в Урбана-Шампейн. Иногда их называют городами-побратимами или «Шамбана» (англ. Chambana).

## Демография
По переписи населения 2010 года в Шампейне приживают 81 055 человек. Плотность населения — 1842 чел. на км².
Расовый состав:
- 73,16 % белые
- 15,62 % афроамериканцы
- 0,24 % коренные американцы
- 6,83 % азиаты
- 2,19 % латиноамериканцы и др.

Средний доход на семью — $ 52 628. Около 22,1 % населения находились за чертой бедности.

## Экономика
Помимо кампуса Иллинойсского университета, в Шампейне расположен Паркленд-колледж.
В городе развита индустрия программного обеспечения и разработка новейших технологий, а также научные исследования. В научно-исследовательском парке, расположенном в южной части Шампейна находятся представительства многих высокотехнологичных компании, среди которых iCyt (биотехнологическая компания), Yahoo!, Wolfram Research, AMD, Intel, IBM, Amdocs, Instarecon, Phonak, Power World, Caterpillar Simulation Center и Volition.

## Известные уроженцы и жители
- Флориан Витольд Знанецкий — польско-американский философ и социолог.
- Йоханнес Адрианус Бернардус ван Бёйтенен — известный голландский и американский индолог и санскритолог.
- Ганс Генрих Хок — американский лингвист, индолог и санскритолог.
- Карл Вёзе — американский учёный с немецкими корнями.
- Айрин Хант — американская писательница.
- Лев Петрович Горьков — российско-американский физик.
- Говард Сакер — американский историк и писатель.
- Роберт Сербер — американский физик,
- Брендан Айк — программист и создатель языка программирования JavaScript.
- Ludacris — американский рэпер и актёр.
- Марк Кёрк — младший сенатор США от штата Иллинойс
- Джеймс Тобин — Нобелевский лауреат 1981 г. по экономике
- Дмитрий Бобышев — известный русский поэт, друг Анны Ахматовой